# Strada A23 (Gran Bretagna)
La strada A23 (in inglese A23 road) è una delle principali strade di categoria A britannica che collega Londra a Brighton, con una lunghezza complessiva di circa 82,4 chilometri.

## Storia
L'attuale A23 divenne un'arteria stradale di rilievo a seguito della costruzione del Ponte di Westminster nel 1750 e del conseguente miglioramento delle strade a sud del fiume, promosso dai turnpike trusts. L'aumento della popolazione di Brighton alla fine del XVIII secolo, che trasformò la località da piccolo villaggio di pescatori a rinomata stazione balneare, accrebbe ulteriormente l'importanza di tale arteria, come fece anche la residenza del futuro Giorgio IV, allora Principe di Galles, che contribuì a rendere Brighton una località alla moda.
Quando fu introdotta la classificazione originaria delle strade, la A23 aveva inizio a Purley Cross. Il tratto a nord di questa sezione, compresa Purley Way (aperta al traffico nell’aprile del 1925), faceva parte della A22. L'attuale tracciato fino al Ponte di Westminster risale all'aprile del 1935.
La A23 a Londra è stata frequentemente annoverata tra le strade più congestionate della città. Originariamente, l'autostrada M23 era stata progettata per estendersi fino a Streatham, con l'obiettivo di alleggerire il traffico su tale direttrice; tuttavia, il tratto a nord di Hooley non fu mai realizzato.
Nel luglio del 2000, la gestione del tratto di strada compreso entro i confini della Grande Londra fu trasferita dalla Highways Agency a Transport for London. Questo cambiamento provocò ritardi nella realizzazione della circonvallazione di Coulsdon, annunciata nel 1998. L'allora sindaco Ken Livingstone si scusò pubblicamente nel 2002, dichiarando che TfL non era in grado di portare a termine l'opera a causa della mancanza di fondi. La circonvallazione fu infine completata nel 2007, durante il periodo di gestione TfL, e venne dotata di una corsia preferenziale per autobus, oggetto di critiche per l'assenza di linee effettivamente operative su di essa.
Il 18 marzo 2010 furono approvati i piani per l'ampliamento a tre corsie del tratto compreso tra Handcross e Warninglid, nel West Sussex, al fine di eliminare una curva pericolosa frequentemente teatro di incidenti. I lavori iniziarono nell'autunno del 2011 e il progetto fu completato e aperto al traffico nell'ottobre del 2014, registrando un miglioramento della sicurezza superiore alle aspettative.

## Percorso
La strada A23 ha inizio nei pressi della stazione della metropolitana di Lambeth North. Un tempo cominciava come Westminster Bridge Road, vicino alla stazione di Londra Waterloo, ma oggi quel tratto è parte della strada A302. Quasi subito la strada svolta verso sud, e la sua direzione sorprendentemente dritta in diversi tratti rivela le sue origini romane.
All'inizio prende il nome di Kennington Road, lunga circa 1,6 km. Nei pressi di Kennington Park incrocia la A3 (Kennington Park Road), ma poi riprende a dirigersi verso sud, cambiando più volte nome nel corso dei successivi 8 chilometri: diventa prima Brixton Road, poi Brixton Hill, quindi Streatham Hill e infine Streatham High Road.
Giunta a Norbury, prende il nome di London Road e, dopo circa 2 km, attraversa Thornton Heath, dove l'antico tracciato della strada viene sostituito da un bypass: prima Thornton Road, poi Purley Way, nota per la presenza di grandi magazzini e per il sito dello storico aeroporto di Croydon. Il tracciato originale, oggi identificato come A235, si ricongiunge alla A23 nei pressi dell'Ospedale di War Memorial a Purley, dove la strada prende il nome di Brighton Road.
Da qui la A23 prosegue verso sud attraversando Coulsdon, passando su Farthing Way, una strada di scorrimento che aggira il centro città (aperta nel 2006). Supera le North Downs fino a raggiungere Hooley, dove ha inizio l'autostrada M23.
A partire da questo punto, la strada si trova nella contea del Surrey.
La strada continua attraverso le zone urbane di Merstham, Redhill e Salfords, passando ai margini di Horley, per poi entrare nel West Sussex. Qui la A23 si collega direttamente con il raccordo della M23 che porta all'aeroporto di Londra-Gatwick: diventa una strada a doppia carreggiata e aggira l'aeroporto, per poi rientrare nel tracciato originario a Lowfield Heath e proseguire verso sud entrando a Crawley con il nome di London Road.
Aggira il centro di Crawley (mentre l'antica strada attraversava direttamente la città), passa per Pease Pottage – dove si trova il termine meridionale della M23 – e prosegue attraverso la campagna del West Sussex come strada a carreggiate separate e priva di intersezioni a raso, seguendo il profilo delle valli e superando le South Downs, prima di entrare a Brighton, nell'East Sussex.
La A23 che, entrata a Brighton prende il nome di London Road, termina all'Old Steine, in una rotonda che incrocia la strada costiera A259, proprio di fronte all'ingresso del Palace Pier.

### Tabella percorso
Il tratto della A23 compreso tra Pease Pottage e Brighton è configurato come una strada a scorrimento veloce, caratterizzata da carreggiate separate e dall'assenza di intersezioni a raso.
| A23       |                                                                                             |      |      |             |
| Tipologia | Indicazione                                                                                 | ↑km↑ | ↓km↓ | Contea      |
|           | Crawley                                                                                     | 32   | 50,4 | West Sussex |
|           |                                                                                             | 32   | 50,4 | West Sussex |
|           | Handcross solo uscita in direzione sud                                                      | 30,4 | 52   | West Sussex |
|           | Handcross - Lower Beeding entrata e uscita in direzione nord; solo entrata in direzione sud | 28   | 54,4 | West Sussex |
|           | Warninglid                                                                                  | 24,5 | 57,9 | West Sussex |
|           | Bolney Park Farm entrata e uscita in direzione nord; solo entrata in direzione sud          | 22,5 | 59,9 | West Sussex |
|           | Petersfield - Haywards Heath - Cuckfield - Burgess Hill ()                                  | 20,8 | 61,6 | West Sussex |
|           | Burgess Hill - Hickstead Village - Twineham - Goddards Green                                | 19   | 63,4 | West Sussex |
|           | Sayers Common entrata e uscita in direzione nord; solo entrata in direzione sud             | 17,4 | 65   | West Sussex |
|           | Hurstpierpoint solo entrata in direzione sud; solo uscita in direzione nord                 | 13,1 | 69,3 | West Sussex |
|           | Henfield solo entrata in direzione sud; solo uscita in direzione nord                       | 11,6 | 70,8 | West Sussex |
|           | Pyecombe - Hassocks                                                                         | 9,5  | 72,9 | West Sussex |
|           | Worthing - Lewes                                                                            | 6,1  | 76,3 | East Sussex |
|           | Brighton                                                                                    | 6,1  | 76,3 | East Sussex |

## Gestione
La gestione della strada A23 è suddivisa tra più enti, in base alla tratta.
Nel territorio della Grande Londra, tra Borough (nel borgo di Southwark) e il confine con il Kent, in seguito al decreto ministeriale n°1117 del 2000, la gestione è passata all'Autorità della Grande Londra, tramite Transport for London.
National Highways, l'ente responsabile delle principali strade e autostrade in Inghilterra, gestisce la strada A23 in due specifici tratti: il primo breve tratto compreso tra il confine tra la Grande Londra e il Surrey e l'interconnessione con l'autostrada M23 nei pressi di Hooley; il secondo tra l'interconnessione con la M23 nei pressi di Pease Pottage e la città di Brighton.